# Žalm 146

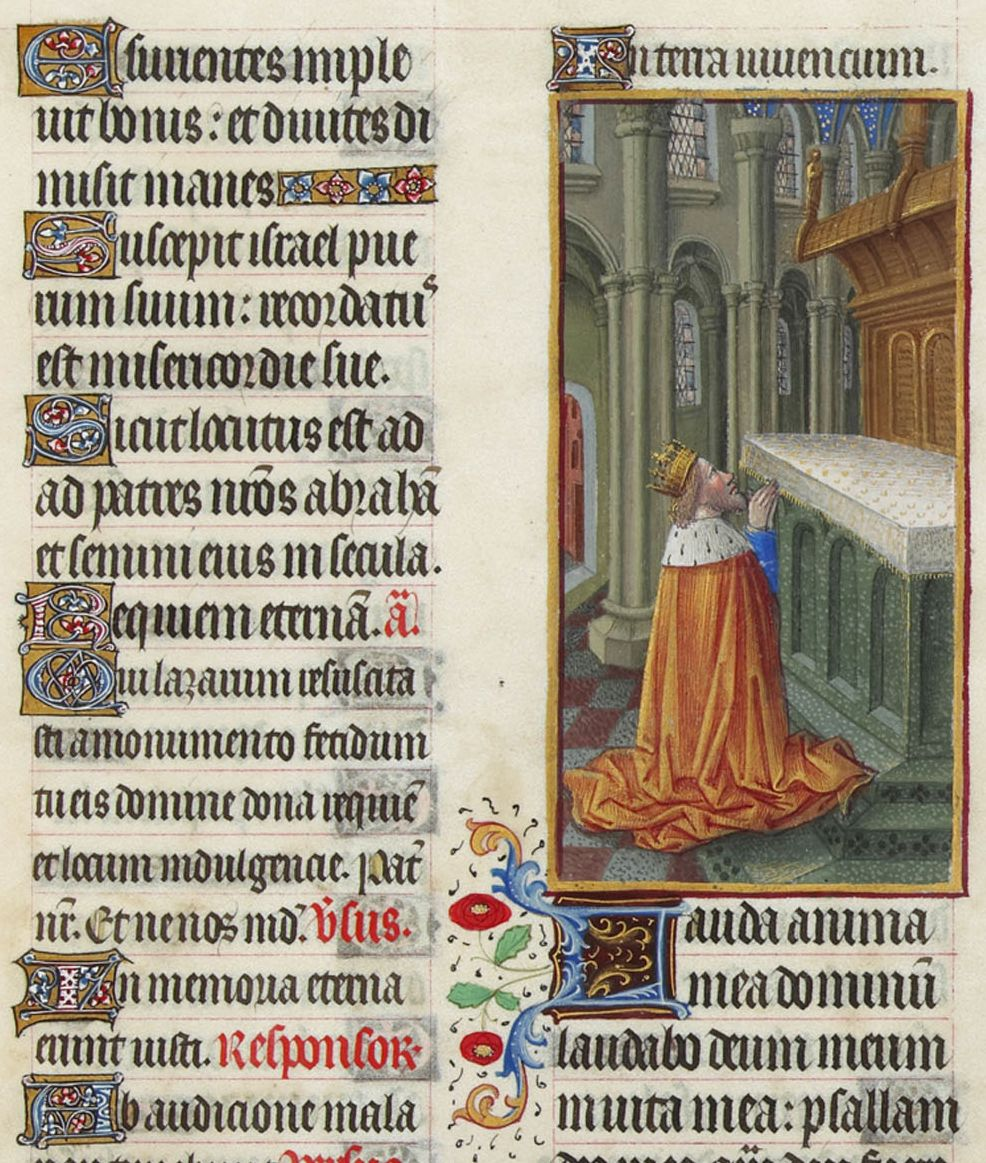
Vyobrazení krále Davida modlícího se před oltářem a začátek žalmu v Přebohatých hodinkách vévody z Berry (Muzeum Condéů, Chantilly)

Žalm 146 (Chval, duše má, Hospodina!, lat. Lauda anima mea Dominum, podle řeckého překladu žalm 145) je součástí starozákonní Knihy žalmů. Jedná se o chvalozpěv, který opěvuje Boží prozřetelnost především za to, že se vztahuje k individualitě člověka.

## Text
| verš | hebrejský originál                                    | český překlad                                                                                    | latinský překlad (Vulgata)                                                                                              |
| ---- | ----------------------------------------------------- | ------------------------------------------------------------------------------------------------ | --- |
| 1    | הַלְלוּ-יָהּ:הַלְלִי נַפְשִׁי, אֶת-יְהוָה                            | Haleluja. Chval, duše má, Hospodina!                                                             | Alleluia Aggei et Zacchariae                                                                                            |
| 2    | אֲהַלְלָה יְהוָה בְּחַיָּי; אֲזַמְּרָה לֵאלֹהַי בְּעוֹדִי                    | Hospodina budu chválit po celý svůj život, svému Bohu zpívat žalmy, co živ budu.                 | Lauda anima mea Dominum laudabo Dominum in vita mea psallam Deo meo quamdiu fuero nolite confidere in principibus       |
| 3    | אַל-תִּבְטְחוּ בִנְדִיבִים-- בְּבֶן-אָדָם, שֶׁאֵין לוֹ תְשׁוּעָה             | Nedoufejte v knížata, v člověka, u něhož záchrany není.                                          | In filiis hominum quibus non est salus                                                                                  |
| 4    | תֵּצֵא רוּחוֹ, יָשֻׁב לְאַדְמָתוֹ; בַּיּוֹם הַהוּא, אָבְדוּ עֶשְׁתֹּנֹתָיו         | Jeho duch odchází, on se vrací do své země, tím dnem berou za své jeho plány.                    | Exibit spiritus eius et revertetur in terram suam in illa die peribunt omnes cogitationes eorum                         |
| 5    | אַשְׁרֵי--שֶׁאֵל יַעֲקֹב בְּעֶזְרוֹ: שִׂבְרוֹ, עַל-יְהוָה אֱלֹהָיו             | Blaze tomu, kdo má ku pomoci Boha Jákobova, kdo s nadějí vzhlíží k Hospodinu, svému Bohu,        | Beatus cuius Deus Iacob adiutor eius spes eius in Domino Deo ipsius                                                     |
| 6    | עֹשֶׂה, שָׁמַיִם וָאָרֶץ-- אֶת-הַיָּם וְאֶת-כָּל-אֲשֶׁר-בָּם;הַשֹּׁמֵר אֱמֶת לְעוֹלָם  | jenž učinil nebesa i zemi s mořem a vším, co k nim patří, jenž navěky zachovává věrnost.         | Qui fecit caelum et terram mare et omnia quae in eis                                                                    |
| 7    | עֹשֶׂה מִשְׁפָּט, לָעֲשׁוּקִים--נֹתֵן לֶחֶם, לָרְעֵבִים; יְהוָה, מַתִּיר אֲסוּרִים | Utištěným dopomáhá k právu, hladovým chléb dává. Hospodin osvobozuje vězně.                      | Qui custodit veritatem in saeculum facit iudicium iniuriam patientibus dat escam esurientibus Dominus solvit conpeditos |
| 8    | יְהוָה, פֹּקֵחַ עִוְרִים--יְהוָה, זֹקֵף כְּפוּפִים; יְהוָה, אֹהֵב צַדִּיקִים   | Hospodin otvírá oči slepým, Hospodin sehnuté napřimuje, Hospodin miluje spravedlivé.             | Dominus inluminat caecos Dominus erigit adlisos Dominus diligit iustos                                                  |
| 9    | יְהוָה, שֹׁמֵר אֶת-גֵּרִים--יָתוֹם וְאַלְמָנָה יְעוֹדֵד; וְדֶרֶךְ רְשָׁעִים יְעַוֵּת | Hospodin ochraňuje ty, kdo jsou bez domova, ujímá se sirotka i vdovy, svévolným však mate cestu. | Dominus custodit advenas pupillum et viduam suscipiet et viam peccatorum disperdet                                      |
| 10   | יִמְלֹךְ יְהוָה, לְעוֹלָם-- אֱלֹהַיִךְ צִיּוֹן, לְדֹר וָדֹר:הַלְלוּ-יָהּ        | Hospodin bude kralovat věčně, Bůh tvůj, Sijóne, po všechna pokolení. Haleluja.                   | Regnabit Dominus in saecula Deus tuus Sion in generationem et generationem                                              |

## Užití v liturgii

### V křesťanství
V katolické církvi jej svatý Benedikt z Nursie v rámci benediktinské řehole začlenil do modliteb nešpor. Při modlitbě breviáře se žalm modlívá v rámci sobotních nešpor.
Při mši se čte pro liturgický rok A o 3. adventní neděli a 4. v liturgickém mezidobí, pro rok B 23. a 32. neděli v liturgickém mezidobí a pro rok C 26. neděli v liturgickém mezidobí.

### V judaismu
V židovské liturgii je žalm podle siduru součástí každodenní ranní modlitby, a to v části zvané Psukej de-zimra („Verše písní“), kde tvoří s následujícími čtyřmi žalmy jakýsi sborový, mnohohlasý zpěv, jejichž crescendo vyjadřuje Hospodinu chválu, která se stupňuje a sílí, až nakonec vyvrcholí mohutným výkřikem lásky ve slovech: „Pochválen budiž Hospodin na věky! Amen i amen. Pochválen budiž Hospodin ze Siona, Jenž sídlí v Jerusalémě! Halelujah! Pochválen budiž Hospodin Bůh, Bůh Israele, Jenž činí divy sám, a pochváleno budiž jméno Jeho slavné na věky; a naplněna budiž slávou Jeho všecka země! Amen i Amen.“ Spis Šimuš Tehilim („Užití Žalmů“), jehož autorem je zřejmě židovský učenec Chaj Ga'on (939–1038), uvádí, že recitace 146. žalmu může být prospěšná tomu, kdo byl v boji zraněn mečem.